# Pulkovói repülőtér
A Pulkovo repülőtér (orosz nyelven: Аэропорт Пулково) (IATA: LED, ICAO: ULLI) nemzetközi repülőtér Oroszországban, Szentpétervár Moszkvai kerületében, a városközponttól 15 km-re. Éves utasforgalma 18 140 100 fő (2022). A repülőteret üzemeltető cég PPP konstrukcióban működik.

## Futópályák
A repülőtér futópályái:
- 10L/28R (3397 m, 60 m, beton)
- 10R/28L (3780 m, 60 m, beton)

## Forgalom
Az utasforgalom az elmúlt években az alábbi módon változott:
| Utasok száma | 1 132 000 | 8 800 000 | 3 000 000 | 2 500 000 | 3 800 000 | 5 101 842 | 8 391 281 | 14 264 732 | 18 123 064 | 18 140 100 |
|              | 1965      | 1991      | 1995      | 1999      | 2003      | 2006      | 2010      | 2014       | 2018       | 2022       |